# Неорадянщина

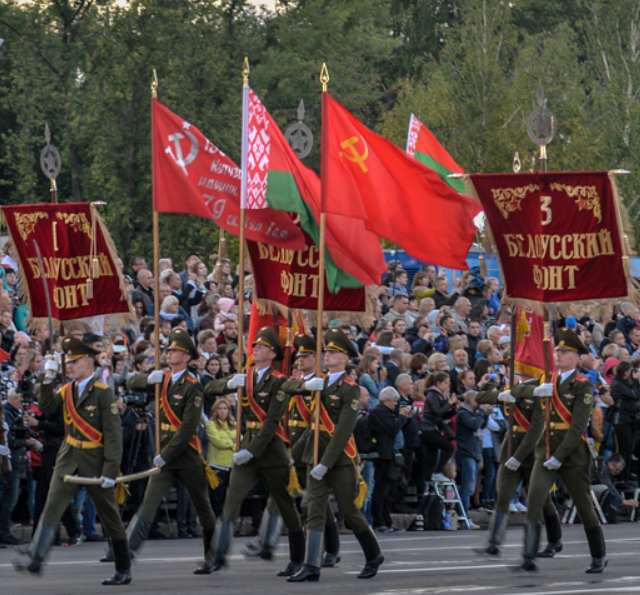
Білоруська почесна варта з державними прапорами Білорусі та Радянського Союзу, а такожрадянським прапором перемоги в Мінську, 2019 рік.

Неорадянщина або неорадянськість — політичні рішення в стилі СРСР в деяких пострадянських державах, а також політичний рух за відродження Радянського Союзу в сучасному світі або за відродження окремих аспектів радянського життя, заснований на ностальгії за Радянським Союзом. Деякі коментатори стверджують, що нинішній президент Росії Володимир Путін дотримується багатьох неорадянських поглядів, особливо в питаннях правопорядку та військово-стратегічної оборони.

## Неорадянщина в державній політиці Росії
За словами Памели Друкерман з The New York Times, елемент неорадянщини полягає в тому, що «уряд керує громадянським суспільством, політичним життям і засобами масової інформації».
За словами Метью Камінський з The Wall Street Journal, вона охоплює зусилля Путіна з возвеличення слави СРСР з метою забезпечення підтримки «відродженої великоросійської могутності в майбутньому» шляхом повернення спогадів про різні російські досягнення, які легітимізували радянське панування, в тому числі перемогу СРСР над нацистською Німеччиною. Камінський далі стверджує, що неорадянщина «пропонує російський джингоїзм, позбавлений марксистських інтернаціоналістичних претензій», і використовує його для залякування сусідів Росії, а також для формування російського патріотизму та антиамериканізму.
Ендрю Маєр з Los Angeles Times у 2008 році перерахував три пункти, які визначають неорадянщину й те, чим сучасна Росія нагадує Радянський Союз:
- Росія була країною двомови(інші мови). Маєр стверджує, що Росія навмисно перекручувала слова і факти з різних питань, особливо щодо російсько-грузинської війни, стверджуючи, що США спровокували конфлікт і що Грузія чинила геноцид у Південній Осетії.
- Росія прагнула посилити свою владу будь-якими способами, включаючи жорстокі репресії проти власних громадян. Прикладом можуть слугувати Михайло Ходорковський та «Матері Беслану».
- Росія залишається країною, в якій «панує страх перед державою та її задушливою владою», запроваджуючи численні закони, що обмежують свободу слова та сприяють пропаганді.

## Неорадянські організації
- Всесоюзна комуністична партія більшовиків (1991)
- Всесоюзна комуністична партія (більшовиків) (1995)
- Комуністична партія Вірменії
- Об'єднана комуністична партія Азербайджану
- Комуністична партія Російської Федерації
- Комуністична партія Радянського Союзу (1992)
- Комуністична партія Радянського Союзу (2001)
- Комуністична партія України
- Сутність часу
- Російська комуністична робітнича партія Комуністичної партії Радянського Союзу
- Союз комуністичних партій — Комуністична партія Радянського Союзу
- Партія комуністів Республіки Молдова